# Jaume Serra Iglesias
Jaume Serra Iglesias (Igualada, 1853-Barcelona, 1938) fue un archivero, escritor e historiador español.

## Biografía
Nacido el 30 de enero de 1853 en la localidad barcelonesa de Igualada, obtuvo por oposición la plaza de oficial primero de la secretaría de aquel Ayuntamiento, y posteriormente la de archivero. En los certámenes literarios celebrados en Igualada en los años 1880, 1885, 1886 y 1889, obtuvo premios por los siguientes trabajos: Visituts d‘ Igualada durant la guerra de la Sucesió, Igualada, son pasat, su present y son porvenir, Los amors d'un setmasó. Cuadro de costums igualadinas, La caña, Una myllora de gran importancia per Igualada, Influencia del matrimoni en la clase obrera y Aplech de datos para la historia de Igualada. En 1881 publicó en dicha localidad un cuadro de costumbres titulado La festa major.
Colaboró en el periódico El Eco del Noya, en 1880 dirigió La Colmena y fue redactor de El Porvenir. En 1884 fundó la revista Lo Renaixement, órgano del Centro Catalanista, y posteriormente dirigió El Ateneo, revista mensual órgano del Ateneo igualadino de la clase obrera, del que fue elegido presidente en 1889. Serra, que fue miembro de la masonería, falleció  el 8  de agosto  de  1938 en Barcelona.